# Voriella cinerella
Voriella cinerella är en tvåvingeart som först beskrevs av Louis-Paul Mesnil 1953.  Voriella cinerella ingår i släktet Voriella och familjen parasitflugor.
Artens utbredningsområde är Tonga. Inga underarter finns listade i Catalogue of Life.